# Портрет Карла Фёдоровича Толя
«Портрет Карла Фёдоровича Толя» — картина Джорджа Доу и его мастерской из Военной галереи Зимнего дворца.
Картина представляет собой погрудный портрет генерал-лейтенанта Карла Фёдоровича Толя из состава Военной галереи Зимнего дворца.
С начала Отечественной войны 1812 года полковник барон Толь состоял в Свите Его Императорского Величества по квартирмейстерской части и был генерал-квартирмейстером 1-й Западной армии, а затем был на той же должности в объединённой армии. Отличился в сражениях при Бородино, Тарутино, за многочисленные боевые отличия был произведён в генерал-майоры. С начала Заграничных походов 1813 и 1814 годов он был генерал-квартирмейстером при Главной квартире императора Александра I, после сражения при Бауцене состоял генерал-квартирмейстером при австрийском фельдмаршале князе К. Ф. цу Шварценберге, за Битву народов он получил чин генерал-лейтенанта. Далее Толь с отличием сражался во Франции и сопровождал императора Александра I во время Венского конгресса.
Изображён в генеральском мундире Свиты Его Величества по квартирмейстерской части, введённом в 1817 году. Слева на груди генерал-адъютантский аксельбант и звезда ордена Св. Анны 1-й степени; на шее кресты австрийского ордена Леопольда 2-й степени и вюртембергского ордена «За военные заслуги»; по борту мундира крест прусского ордена Красного орла 2-й степени и ордена Св. Владимира 2-й степени (надет с нарушением правил ношения: должен располагаться на шее выше иностранных орденов); справа на груди крест ордена Св. Георгия 4-го класса, серебряная медаль «В память Отечественной войны 1812 года» на Андреевской ленте, бронзовая дворянская медаль «В память Отечественной войны 1812 года» на Владимирской ленте и крест австрийского Военного ордена Марии Терезии 3-й степени, а также звезда ордена Св. Владимира 2-й степени. С тыльной стороны картины надписи: Bar: Toll и Geo Dawe RA pinxt. Подпись на раме: К. Ѳ. Толь, Генералъ Лейтенантъ.

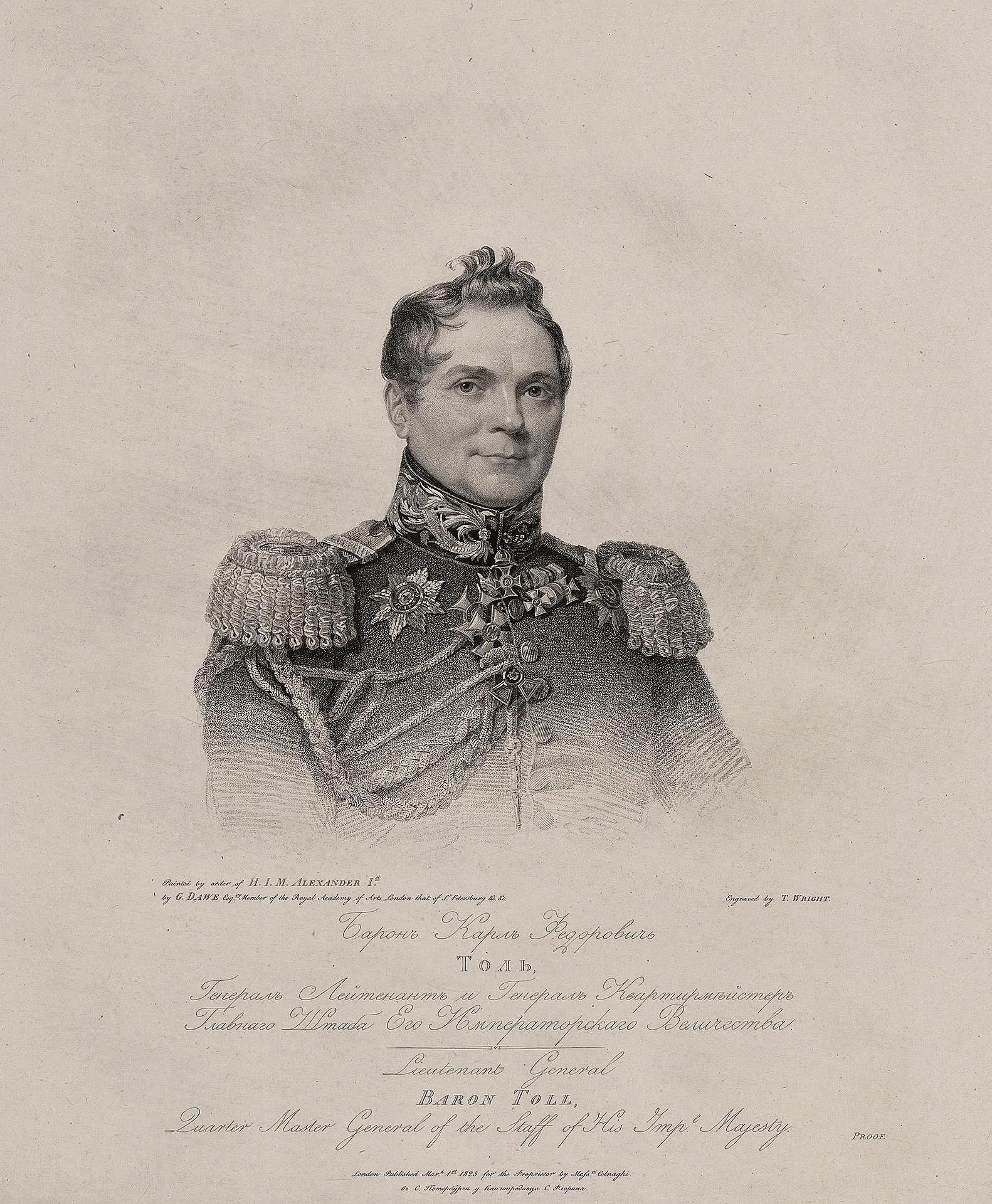
Гравюра Т. Райта, Эрмитаж

Несмотря на то, что 7 августа 1820 года Комитетом Главного штаба по аттестации барон Толь был включён в список «генералов, заслуживающих быть написанными в галерею», фактическое решение о написании его портрета было принято раньше, поскольку уже 17 декабря 1819 года Доу получил аванс, а 14 апреля 1820 года ему была выплачена оставшаяся часть гонорара. Закончен портрет был не позже октября 1822 года, поскольку в Лондоне фирмой Messrs Colnaghi по заказу петербургского книготорговца С. Флорана была сделана гравюра Т. Райта с указанием даты 1 марта 1823 года (следует учесть, что исходная работа для создания гравюры доставлялась в Лондон морем, а навигация в Санкт-Петербурге обычно прекращалась в октябре и начиналась в конце апреля). Отпечаток этой гравюры также имеется в собрании Эрмитажа (китайская бумага, гравюра пунктиром, 60 × 49,7 см, инвентарный № ЭРГ-494). Готовый портрет был принят в Эрмитаж 7 сентября 1825 года.
В 1840-е годы в мастерской И. П. Песоцкого по рисунку с портрета была сделана литография, опубликованная в книге «Император Александр I и его сподвижники» и впоследствии неоднократно репродуцированная. В части тиража была напечатана другая, незначительно отличающаяся в мелких деталях, литография той же мастерской Песоцкого.